# Serotipo
Un serotipo o serovar es un microorganismo infeccioso clasificado según los antígenos presentes en su superficie celular. Los serotipos permiten diferenciar organismos a nivel de subespecie, algo de gran importancia en epidemiología.
Así, un serotipo determinado es una subpoblación de un microorganismo infeccioso que se diferencia de otras subpoblaciones de la misma especie por medio de pruebas serológicas. Por ello, las respuestas inmunitarias del organismo frente a un serotipo de un microorganismo (p.e. la gripe) pueden no proteger frente a otro serotipo de la misma especie.
Los serotipos pueden establecerse según factores de virulencia, lipopolisacáridos en bacterias gram-negativas, presencia de exotoxinas, plásmidos, bacteriófagos, u otras características que diferencian a dos elementos de la misma especie a través de varias pruebas.
Los términos serotipo y serogrupo son usados en conjunto con números, letras, o números romanos, con raíz en la historia precedente.

## Pruebas serológicas
Hay una serie de pruebas que sirven para lograr esta clasificación:
- ELISA
- Western blot
- Complejo mayor de histocompatibilidad
- Inmunofluorescencia Directa e Indirecta
- Prueba de aglutinación
- Fijación del complemento
- Precipitado
- Neutralización
- Reacción en cadena de la polimerasa
- Hibridación del ADN